# Cratere Izanami
Izanami è un cratere sulla superficie di Rea.